# Merian C. Cooper
Merian C. Cooper, all'anagrafe Merian Caldwell Cooper (Jacksonville, 24 ottobre 1893 – San Diego, 21 aprile 1973), è stato un regista, sceneggiatore e produttore cinematografico statunitense, sempre accreditato e menzionato con il secondo nome puntato.

## Biografia
Durante la prima guerra mondiale svolse l'attività di cineoperatore militare sul fronte polacco dove incontrò il collega Ernest B. Schoedsack. I due, dopo essere tornati alla vita civile, decisero di fondare una casa di produzioni cinematografiche specializzata in documentari; successivamente passarono ai lungometraggi a soggetto, tra cui il più famoso film sarà King Kong del 1933.

## Filmografia

### Regista
- Grass: A Nation's Battle for Life, co-regia con Ernest B. Schoedsack (1925)
- Chang: la giungla misteriosa (Chang: A Drama of the Wilderness), co-regia con Ernest B. Schoedsack (1927)
- King Kong, co-regia con Ernest B. Schoedsack (1933)

### Produttore
- Pericolosa partita (The Most Dangerous Game), regia di Irving Pichel e Ernest B. Schoedsack (1932)
- The Silver Cord, regia di John Cromwell - produttore esecutivo (1933)
- Piccole donne (Little Women), regia di George Cukor (1933)
- La gloria del mattino (Morning Glory), regia di Lowell Sherman (1933)
- Sogno d'estate (The Right to Romance), regia di Alfred Santell (1933)
- Carioca (Flying Down to Rio), regia di Thornton Freeland (1933)
- Spitfire, regia di John Cromwell - produttore esecutivo (1934)
- La pattuglia sperduta (The Lost Patrol), regia di John Ford (1934)
- Il pirata ballerino (Dancing Pirate), regia di Lloyd Corrigan (1936)
- Dr. Cyclops, regia di Ernest B. Schoedsack (1940)